# Лухзингер, Фриц (альпинист)

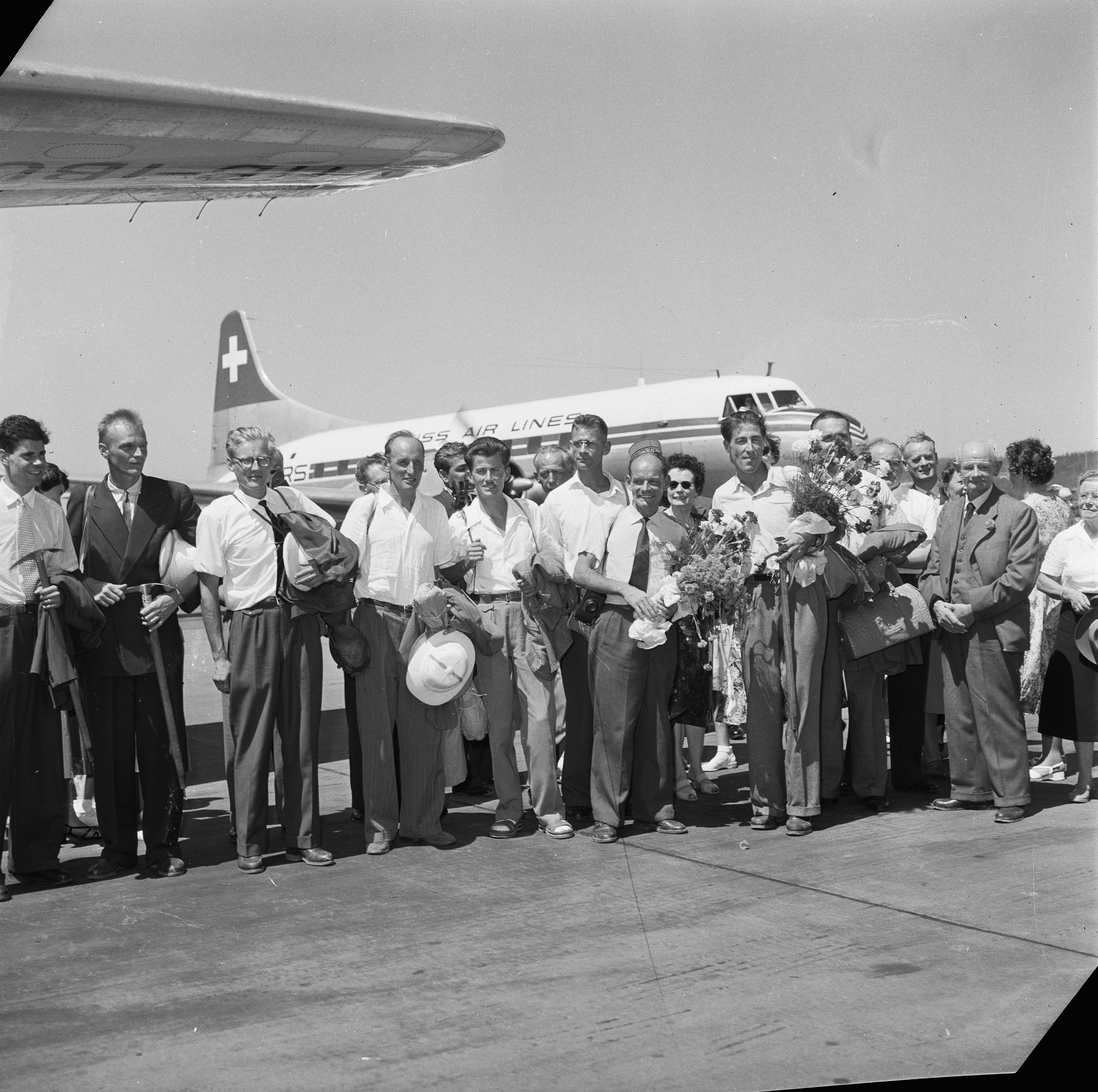
Гималайская экспедиция 1956 года: шестой слева Фриц Лухзингер в очках

Фриц Лухзингер (8. марта 1921 — 28 апреля 1983, Шишапангма) — швейцарский альпинист. Вместе с Эрнстом Рейссом 18 мая 1956 года совершил первое в истории восхождение на Лхоцзе, четвертую по высоте вершину мира (8516 метров).
Лухзингер был участником Швейцарской Гималайской экспедиции в 1956 году на Эверест и Лхоцзе. По приезде у Лухзингера случился приступ аппендицита. В монастыре Тенгбоче доктору экспедиции Эдуарду Лейтхольду удалось его вылечить антибиотиками, без оперативного вмешательства. В конце апреля — начале мая экспедиция разбила несколько высоких лагерей. Из высокого лагеря на «Генфер Спорн» Лухзингер и Рейсс 18 мая достигли вершины Лхоцзе, Эрнст Шмид и Юрг Мармет сделали это 23 мая, а через день Дельф Рейст и Хансруеди фон Гюнтен совершили второе и третье восхождение на Эверест.
В 1980 году Лухзингер смог подняться ещё на один восьмитысячник — Дхаулагири. В 1983 году Лухзингер умер от отека легких во время восхождения на Шишапангму.